# Le Châtelard (Fribourg)
Le Châtelard is een gemeente en plaats in het Zwitserse kanton Fribourg, en maakt deel uit van het district Glâne.
Le Châtelard telt 378 inwoners.